# Катовиці (станція)
Катовиці (пол. Katowice) — найбільша вузлова і найважливіша залізнична станція Катовиць, розташована в центральній частині міста, у Сілезькому воєводстві, Польща. Збудована 3 жовтня 1846 року як транзитна станція Верхньосілезької залізниці, яка з часом перетворилася на один з найбільших і найважливіших залізничних вузлів Польщі, головні лінії якої йдуть у чотирьох напрямках — до станцій Варшава-Центральна, Легниця, Освенцим і Звардонь. З неї відходять поїзди всіх категорій, у тому числі Твоїх Залізничних Ліній, Express InterCity та Express InterCity Premium, а також міжнародні поїзди. Згідно з класифікацією PKP, станція відноситься до найвищої категорії Premium. Станція належить до Залізничних Ліній ПДЗ Польських Залізничних Ліній у Сосновці.
Головний вокзал, розташований на станції, розташований у Середмісті на пл. Шевчика 2, введений в експлуатацію 29 жовтня 2012 року. Це багатофункціональний об'єкт, що складається з численних сервісних точок, з'єднаних комунікацією з громадським та індивідуальним транспортом, а також з Катовицькою галереєю.

## Плани на майбутнє
Міська влада разом з ПДЗ ПЗЛ планують побудувати тунель, що з'єднує заплановану автобусну і трамвайну зупинку під залізничним віадуком через вулицю св. Яна з вокзальним комплексом.